# Liste alphabétique des pilotes de Formule 1
La liste alphabétique des pilotes de Formule 1 inclut tous les pilotes automobiles ayant participé à au moins une épreuve comptant pour le championnat du monde des conducteurs de Formule 1 (créé en 1950). Ils sont classés par ordre alphabétique (années de présence indiquées entre parenthèses).
Après le Grand Prix automobile d'Espagne 2025, 1 134 épreuves (1 123 Grands Prix et 11 éditions des 500 miles d'Indianapolis) — auxquelles ont pris part 781 pilotes de trente neuf nationalités — ont été disputées dans le cadre du championnat du monde.

## Liste alphabétique
- Les champions du monde sont inscrits en vert.
- Les actuels pilotes titulaires sont inscrits en gras.
- Sont indiqués en italique les pilotes n'ayant participé qu'à l'épreuve des 500 miles d'Indianapolis à l'époque où celle-ci figurait au calendrier du championnat du monde de Formule 1, c'est-à-dire entre 1950 et 1960 (103 pilotes[réf. nécessaire]).
- Les pilotes s'étant engagés à une ou plusieurs épreuves mais n'ayant jamais pris aucun départ (causes : non participation, forfait, non pré-qualification, non-qualification, abandon avant le départ ou lors d'un départ déclaré nul et non advenu) ne sont pas indiqués. Ces participations ne sont pas comptabilisées dans les nombres de Grands Prix indiqués pour chaque pilote.
- De même, pour les Grands Prix où l'on a procédé à une course simultanée des F1 et F2, les participations des pilotes des F2 ne sont pas comptabilisées ici. Sont par contre listés tous les pilotes qui ont pris le départ des épreuves des championnats du monde 1952 et 1953, ouverts aux F2 (règlement technique commun).
- Le signe † indique que le pilote a trouvé la mort lors d'une course automobile ou lors d'un évènement lié à une course (115 pilotes).

- Haut – A
- B
- C
- D
- E
- F
- G
- H
- I
- J
- K
- L
- M
- N
- O
- P
- Q
- R
- S
- T
- U
- V
- W
- X
- Y
- Z

- Mise à jour au Grand Prix automobile d'Espagne 2025.

### A
- George Abecassis — 2 GP (1951-1952)
- Kenny Acheson — 3 GP (1983, 1985)
- Philippe Adams — 2 GP (1994)
- Walt Ader — 1 Indy 500 (1950)
- Kurt Adolff — 1 GP (1953)
- Fred Agabashian — 8 Indy 500 (1950-1957)
- Kurt Ahrens — 1 GP (1968)
- Jack Aitken — 1 GP (2020)
- Christijan Albers — 46 GP (2005-2007)
- Alexander Albon — 113 GP (2019-2020, 2022-2025)
- Michele Alboreto — 194 GP (1981-1994) †
- Jean Alesi — 201 GP (1989-2001)
- Jaime Alguersuari — 46 GP (2009-2011)
- Philippe Alliot — 109 GP (1984-1990, 1993-1994)
- Cliff Allison — 16 GP (1958-1961)
- Fernando Alonso — 410 GP[note 1] (2001, 2003-2018, 2021-2025)
- George Amick — 1 Indy 500 (1958) †
- Red Amick — 2 Indy 500 (1959-1960)
- Chris Amon — 96 GP (1963-1976)
- Bob Anderson — 25 GP (1963-1967) †
- Conny Andersson — 1 GP (1976)
- Mario Andretti — 128 GP (1968-1972, 1974-1982)
- Michael Andretti — 13 GP (1993)
- Keith Andrews — 2 Indy 500 (1955-1956)
- Andrea Kimi Antonelli — 9 GP (2025)
- Marco Apicella — 1 GP (1993)
- Frank Armi — 1 Indy 500 (1954)
- Chuck Arnold — 1 Indy 500 (1959)
- René Arnoux — 149 GP (1978-1989)
- Peter Arundell — 11 GP (1964, 1966)
- Alberto Ascari — 31 GP + 1 Indy 500 (1950-1955) †
- Peter Ashdown — 1 GP (1959)
- Ian Ashley — 4 GP (1974, 1976-1977)
- Gerry Ashmore — 3 GP (1961)
- Bill Aston — 1 GP (1952)
- Richard Attwood — 16 GP (1965, 1967-1969)
- Manuel Ayulo — 4 Indy 500 (1951-1954) †

### B
- Luca Badoer — 51 GP (1993, 1995-1996, 1999, 2009)
- Giancarlo Baghetti — 21 GP (1961-1967)
- Julian Bailey — 7 GP (1988, 1991)
- Mauro Baldi — 36 GP (1982-1985)
- Bobby Ball — 2 Indy 500 (1951-1952) †
- Marcel Balsa — 1 GP (1952)
- Lorenzo Bandini — 42 GP (1961-1967) †
- Henry Banks — 3 Indy 500 (1950-1952) †
- Fabrizio Barbazza — 8 GP (1993)
- John Barber — 1 GP (1953)
- Skip Barber — 5 GP (1971-1972)
- Paolo Barilla — 9 GP (1989-1990)
- Rubens Barrichello — 323 GP (1993-2011)
- Edgar Barth — 5 GP (1953, 1957-1958, 1960, 1964)
- Giorgio Bassi — 1 GP (1965)
- Erwin Bauer — 1 GP (1953) †
- Zsolt Baumgartner — 20 GP (2003-2004)
- Élie Bayol — 7 GP (1952-1956)
- Oliver Bearman — 12 GP (2024-2025)
- Don Beauman — 1 GP (1954) †
- Günther Bechem ou Bernard Nacke — 2 GP (1952-1953)
- Jean Behra — 53 GP (1951-1959) †
- Derek Bell — 9 GP (1968-1972, 1974)
- Stefan Bellof — 20 GP (1984-1985) †
- Paul Belmondo — 7 GP (1992, 1994)
- Tom Belsø — 2 GP (1974)
- Jean-Pierre Beltoise — 85 GP (1967-1974)
- Olivier Beretta — 9 GP (1994)
- Allen Berg — 9 GP (1986)
- Georges Berger — 2 GP (1953-1954) †
- Gerhard Berger — 210 GP (1984-1997)
- Éric Bernard — 45 GP (1989-1991, 1994)
- Enrique Bernoldi — 28 GP (2001-2002)
- Tony Bettenhausen — 11 Indy 500 (1950-1960) †
- Mike Beuttler — 28 GP (1971-1973)
- Jules Bianchi — 34 GP (2013-2014) †
- Lucien Bianchi — 17 GP (1960-1963, 1965, 1968) †
- Gino Bianco — 4 GP (1952)
- Hans Binder — 13 GP (1976-1977)
- Clemente Biondetti — 1 GP (1950)
- Birabongse Bhanuban, Prince Bira — 19 GP (1950-1954)
- Pablo Birger — 2 GP (1953, 1955)
- Art Bisch — 1 Indy 500 (1958)
- Harry Blanchard — 1 GP (1959)
- Michael Bleekemolen — 1 GP (1978)
- Trevor Blokdyk — 1 GP (1963)
- Mark Blundell — 61 GP (1991, 1993-1995)
- Raul Boesel — 23 GP (1982-1983)
- Bob Bondurant — 9 GP (1965-1966)
- Felice Bonetto — 15 GP (1950-1953) †
- Joakim Bonnier — 104 GP (1956-1971) †
- Roberto Bonomi — 1 GP (1960)
- Slim Borgudd — 10 GP (1981-1982)
- Gabriel Bortoleto — 9 GP (2025)
- Luki Botha — 1 GP (1967)
- Valtteri Bottas — 246 GP (2013-2024)
- Jean-Christophe Boullion — 11 GP (1995)
- Sébastien Bourdais — 27 GP (2008-2009)
- Thierry Boutsen — 163 GP (1983-1993)
- Johnny Boyd — 6 Indy 500 (1955-1960)
- David Brabham — 24 GP (1990, 1994)
- Jack Brabham — 123 GP (1955-1970)
- Bill Brack — 3 GP (1968-1969, 1972)
- Vittorio Brambilla — 74 GP (1974-1980)
- Toni Branca — 3 GP (1950-1951)
- Eric Brandon — 5 GP (1952, 1954)
- Don Branson — 2 Indy 500 (1959-1960) †
- Tony Brise — 10 GP (1975)
- Chris Bristow — 4 GP (1959-1960) †
- Peter Broeker — 1 GP (1963)
- Tony Brooks — 38 GP (1956-1961)
- Alan Brown — 8 GP (1952-1953)
- Walt Brown — 2 Indy 500 (1950-1951) †
- Warwick Brown — 1 GP (1976)
- Adolf Brudes — 1 GP (1952)
- Martin Brundle — 158 GP (1984-1989, 1991-1996)
- Gianmaria Bruni — 18 GP (2004)
- Jimmy Bryan — 9 Indy 500 (1952-1960) †
- Clemar Bucci — 5 GP (1954-1955)
- Ronnie Bucknum — 11 GP (1964-1966)
- Ivor Bueb — 4 GP (1957-1959) †
- Sébastien Buemi — 55 GP (2009-2011)
- Luiz Bueno — 1 GP (1973) †
- Ian Burgess — 15 GP (1958-1963)
- Luciano Burti — 15 GP (2000-2001)
- Roberto Bussinello — 2 GP (1961, 1965)
- Jenson Button — 306 GP (2000-2017)
- Tommy Byrne — 2 GP (1982)

### C
- Giulio Cabianca — 3 GP (1958-1960) †
- Alex Caffi — 56 GP (1986-1991)
- John Campbell-Jones — 2 GP (1962-1963)
- Adrián Campos — 17 GP (1987-1988)
- John Cannon (en) — 1 GP (1971)
- Eitel Cantoni — 3 GP (1952)
- Bill Cantrell (en) — 1 Indy 500 (1950)
- Ivan Capelli — 93 GP (1985-1993)
- Piero Carini — 3 GP (1952-1953) †
- Duane Carter — 8 Indy 500 (1950-1955, 1959-1960)
- Eugenio Castellotti — 14 GP (1955-1957) †
- Johnny Cecotto — 18 GP (1983-1984)
- François Cevert — 46 GP (1970-1973) †
- Eugène Chaboud — 3 GP (1950-1951)
- Jay Chamberlain — 1 GP (1962)
- Karun Chandhok — 11 GP (2010-2011)
- Dave Charlton — 11 GP (1967-1968, 1970-1975)
- Bill Cheesbourg (en) — 3 Indy 500 (1957-1959)
- Eddie Cheever — 132 GP (1978, 1980-1989)
- Andrea Chiesa — 3 GP (1992)
- Max Chilton — 35 GP (2013-2014)
- Ettore Chimeri — 1 GP (1960) †
- Louis Chiron — 15 GP (1950-1951, 1953, 1955)
- Joie Chitwood — 1 Indy 500 (1950)
- Bob Christie (en) — 5 Indy 500 (1956-1960)
- Johnny Claes — 23 GP (1950-1953, 1955)
- Jim Clark — 72 GP (1960-1968) †
- Franco Colapinto — 12 GP (2024-2025)
- Peter Collins — 32 GP (1952-1958) †
- Bernard Collomb — 4 GP (1961-1963)
- Erik Comas — 59 GP (1991-1994)
- Gianfranco Comotti — 2 GP (1950, 1952)
- George Connor — 3 Indy 500 (1950-1952)
- George Constantine — 1 GP (1959)
- John Cordts — 1 GP (1969)
- David Coulthard — 246 GP (1994-2008)
- Piers Courage — 27 GP (1967-1970) †
- Chris Craft — 1 GP (1971)
- Jim Crawford — 2 GP (1975)
- Ray Crawford (en) — 3 Indy 500 (1955-1956, 1959)
- Antonio Creus — 1 GP (1960)
- Larry Crockett (en) — 1 Indy 500 (1954) †
- Tony Crook — 2 GP (1952-1953)
- Art Cross — 4 Indy 500 (1952-1955)
- Geoff Crossley — 2 GP (1950)

### D
- Cristiano da Matta — 28 GP (2003-2004)
- Jérôme d'Ambrosio — 20 GP (2011-2012)
- Hermano da Silva Ramos — 7 GP (1955-1956)
- Chuck Daigh — 3 GP (1960)
- Yannick Dalmas — 23 GP (1987-1988, 1990, 1994)
- Derek Daly — 49 GP (1978-1982)
- Christian Danner — 36 GP (1985-1987, 1989)
- Jorge Daponte — 2 GP (1954)
- Anthony Davidson — 24 GP (2002, 2005, 2007-2008)
- Jimmy Davies — 5 Indy 500 (1950-1951, 1953-1955) †
- Colin Davis — 2 GP (1959)
- Jimmy Daywalt — 6 Indy 500 (1953-1957, 1959)
- Andrea de Adamich — 30 GP (1968, 1970-1973)
- Elio De Angelis — 108 GP (1979-1986) †
- Mário de Araújo Cabral — 4 GP (1959-1960, 1963-1964)
- Andrea De Cesaris — 208 GP (1980-1994)
- Maria Teresa De Filippis — 3 GP (1958)
- Emmanuel de Graffenried — 22 GP (1950-1954, 1956)
- Peter de Klerk — 4 GP (1963, 1965, 1969-1970)
- Pedro de la Rosa — 105 GP (1999-2002, 2005-2006, 2010-2012)
- Alfonso de Portago — 5 GP (1956-1957) †
- Max de Terra — 2 GP (1952-1953)
- Alejandro de Tomaso — 2 GP (1957, 1959)
- Charles de Tornaco — 2 GP (1952) †
- Emilio de Villota — 2 GP (1977)
- Nyck de Vries — 11 GP (2022-2023)
- Jean-Denis Delétraz — 3 GP (1994-1995)
- Patrick Depailler — 95 GP (1972, 1974-1980) †
- Lucas di Grassi — 18 GP (2010)
- Pedro Diniz — 98 GP (1995-2000)
- Duke Dinsmore (en) — 4 Indy 500 (1950-1951, 1953, 1956)
- Paul di Resta — 59 GP (2011-2013, 2017)
- José Dolhem — 1 GP (1974)
- Martin Donnelly — 13 GP (1989-1990)
- Mark Donohue — 14 GP (1971, 1974-1975) †
- Jack Doohan — 7 GP (2024-2025)
- Robert Doornbos — 11 GP (2005-2006)
- Fritz d'Orey — 3 GP (1959)
- Ken Downing — 2 GP (1952)
- Bob Drake — 1 GP (1960)
- Paddy Driver — 1 GP (1974)
- Piero Drogo — 1 GP (1960)
- Johnny Dumfries — 15 GP (1986)
- Len Duncan (en) — 1 Indy 500 (1954)

### E
- George Eaton — 11 GP (1969-1971)
- Don Edmunds (en) — 1 Indy 500 (1957)
- Guy Edwards — 11 GP (1974, 1976)
- Vic Elford — 13 GP (1968-1969, 1971)
- Ed Elisian (en) — 5 Indy 500 (1954-1958) †
- Paul Emery — 1 GP (1956)
- Tomáš Enge — 3 GP (2001)
- Marcus Ericsson — 97 GP (2014-2018)
- Harald Ertl — 19 GP (1975-1978)
- Nasif Estéfano — 1 GP (1960) †
- Philippe Étancelin — 12 GP (1950-1952)
- Bob Evans — 10 GP (1975-1976)

### F
- Corrado Fabi — 12 GP (1983-1984)
- Teo Fabi — 64 GP (1982, 1984-1987)
- Pascal Fabre — 11 GP (1987)
- Luigi Fagioli — 7 GP (1950-1951)
- Jack Fairman — 12 GP (1953, 1956-1961)
- Juan Manuel Fangio — 51 GP (1950-1951, 1953-1958)
- Giuseppe Farina — 33 GP (1950-1955)
- Walt Faulkner — 5 Indy 500 (1950-1951, 1953-1955)
- Ralph Firman — 14 GP (2003)
- Rudi Fischer — 7 GP (1951-1952)
- Mike Fisher — 2 GP (1967)
- Giancarlo Fisichella — 229 GP (1996-2009)
- John Fitch — 2 GP (1953, 1955)
- Christian Fittipaldi — 40 GP (1992-1994)
- Emerson Fittipaldi — 144 GP (1970-1980)
- Pietro Fittipaldi — 2 GP (2020)
- Wilson Fittipaldi — 35 GP (1972-1973, 1975)
- Theo Fitzau — 1 GP (1953)
- Pat Flaherty — 5 Indy 500 (1950, 1953, 1955-1956, 1959)
- Jan Flinterman — 1 GP (1952)
- Ron Flockhart — 13 GP (1954, 1956-1960)
- Myron Fohr (en) — 1 Indy 500 (1950)
- Gregor Foitek — 7 GP (1990)
- George Follmer — 12 GP (1973)
- George Fonder (en) — 2 Indy 500 (1952, 1954) †
- Norberto Fontana — 4 GP (1997)
- Carl Forberg (en) — 1 Indy 500 (1951)
- Gene Force (en) — 2 Indy 500 (1951, 1960)
- Franco Forini — 2 GP (1987)
- Philip Fotheringham-Parker — 1 GP (1951)
- A. J. Foyt — 3 Indy 500 (1958-1960)
- Don Freeland — 8 Indy 500 (1953-1960)
- Heinz-Harald Frentzen — 156 GP (1994-2003)
- Paul Frère — 11 GP (1952-1956)
- Patrick Friesacher — 11 GP (2005)
- Joe Fry — 1 GP (1950) †

### G
- Beppe Gabbiani — 3 GP (1981)
- Bertrand Gachot — 47 GP (1989, 1991-1992, 1994-1995)
- Patrick Gaillard — 2 GP (1979)
- Nanni Galli — 17 GP (1971-1973)
- Oscar Alfredo Gálvez — 1 GP (1953)
- Fred Gamble — 1 GP (1960)
- Howden Ganley — 35 GP (1971-1974)
- Frank Gardner — 8 GP (1964-1965)
- Billy Garrett (en) — 2 Indy 500 (1956, 1958)
- Jo Gartner — 8 GP (1984) †
- Pierre Gasly — 162 GP (2017-2025)
- Tony Gaze — 3 GP (1952)
- Geki — 2 GP (1965-1966) †
- Olivier Gendebien — 14 GP (1956, 1958-1961)
- Marc Gené — 36 GP (1999-2000, 2003-2004)
- Elmer George (en) — 1 Indy 500 (1957)
- Bob Gerard — 8 GP (1950-1951, 1953-1954, 1956-1957)
- Gerino Gerini — 6 GP (1956, 1958)
- Peter Gethin— 30 GP (1970-1974)
- Piercarlo Ghinzani — 76 GP (1981, 1983-1989)
- Bruno Giacomelli — 69 GP (1977-1983)
- Richie Ginther — 52 GP (1960-1966)
- Antonio Giovinazzi — 62 GP (2017, 2019-2021)
- Yves Giraud-Cabantous — 13 GP (1950-1953)
- Ignazio Giunti — 4 GP (1970) †
- Timo Glock — 91 GP (2004, 2008-2012)
- Francisco Godia Sales — 13 GP (1951, 1954, 1956-1958)
- Carel Godin de Beaufort — 26 GP (1957-1964) †
- Paul Goldsmith — 3 Indy 500 (1958-1960)
- José Froilán González — 26 GP (1950-1957, 1960)
- Óscar González — 1 GP (1956)
- Aldo Gordini — 1 GP (1951)
- Horace Gould — 14 GP (1954-1958)
- Jean-Marc Gounon — 9 GP (1993-1994)
- Cecil Green — 2 Indy 500 (1950-1951) †
- Keith Greene — 3 GP (1960-1962)
- Masten Gregory — 38 GP (1957-1963, 1965)
- Cliff Griffith (en) — 3 Indy 500 (1951-1952, 1956)
- Georges Grignard — 1 GP (1951)
- Bobby Grim (en) — 2 Indy 500 (1959-1960)
- Romain Grosjean — 179 GP (2009, 2012-2020)
- Olivier Grouillard — 41 GP (1989-1992)
- Miguel Ángel Guerra — 1 GP (1981)
- Roberto Guerrero — 21 GP (1982-1983)
- Maurício Gugelmin — 74 GP (1988-1992)
- Dan Gurney — 86 GP (1959-1968, 1970)
- Esteban Gutiérrez — 59 GP (2013-2014, 2016)

### H
- Isack Hadjar — 8 GP (2025)
- Hubert Hahne — 2 GP (1967-1968)
- Mike Hailwood — 50 GP (1963-1965, 1971-1974)
- Mika Häkkinen — 161 GP (1991-2001)
- Bruce Halford — 8 GP (1956-1957, 1959-1960)
- Jim Hall — 11 GP (1960-1961, 1963)
- Duncan Hamilton — 5 GP (1951-1953)
- Lewis Hamilton — 365 GP (2007-2025)
- David Hampshire — 2 GP (1950)
- Sam Hanks — 8 Indy 500 (1950-1957)
- Walt Hansgen — 2 GP (1961, 1964) †
- Mike Harris — 1 GP (1962)
- Cuth Harrison — 3 GP (1950)
- Brendon Hartley — 25 GP (2017-2018)
- Gene Hartley (en) — 8 Indy 500 (1950, 1952-1954, 1956-1957, 1959-1960)
- Rio Haryanto — 12 GP (2016)
- Masahiro Hasemi — 1 GP (1976)
- Paul Hawkins — 3 GP (1965) †
- Mike Hawthorn — 45 GP (1952-1958)
- Boy Hayje (en) — 3 GP (1976-1977)
- Willi Heeks — 2 GP (1952-1953)
- Nick Heidfeld — 183 GP (2000-2011)
- Theo Helfrich — 3 GP (1952-1954)
- Mack Hellings (en) — 2 Indy 500 (1950-1951)
- Brian Henton — 19 GP (1975, 1977, 1981-1982)
- Johnny Herbert — 161 GP (1989-2000)
- Al Herman (en) — 5 Indy 500 (1955-1957, 1959-1960) †
- Hans Herrmann — 17 GP (1953-1955, 1957-1961)
- François Hesnault — 19 GP (1984-1985)
- Hans Heyer — 1 GP (1977)
- Damon Hill — 115 GP (1992-1999)
- Graham Hill — 175 GP (1958-1975)
- Phil Hill — 47 GP (1958-1964)
- Peter Hirt — 5 GP (1951-1953)
- David Hobbs — 6 GP (1967-1968, 1971, 1974)
- Ingo Hoffmann — 3 GP (1976-1977)
- Bill Holland — 2 Indy 500 (1950, 1953)
- Jackie Holmes (en) — 2 Indy 500 (1950, 1953)
- Bill Homeier — 3 Indy 500 (1954-1955, 1960)
- Kazuyoshi Hoshino — 2 GP (1976-1977)
- Jerry Hoyt — 4 Indy 500 (1950, 1953-1955)
- Nico Hülkenberg — 236 GP (2010, 2012-2020, 2022-2025)
- Denny Hulme — 112 GP (1965-1974) †
- James Hunt — 92 GP (1973-1979)
- Jim Hurtubise — 1 Indy 500 (1960)
- Gus Hutchison (en) — 1 GP (1970)

### I
- Jacky Ickx — 114 GP (1967-1979)
- Yuji Ide — 4 GP (2006)
- Jesús Iglesias — 1 GP (1955)
- Taki Inoue — 18 GP (1994-1995)
- Innes Ireland — 50 GP (1959-1966)
- Eddie Irvine — 146 GP (1993-2002)
- Chris Irwin — 10 GP (1966-1967)

### J
- Jean-Pierre Jabouille — 49 GP (1975, 1977-1981)
- Jimmy Jackson (en) — 2 Indy 500 (1950, 1954)
- Joe James (en) — 2 Indy 500 (1951-1952) †
- John James — 1 GP (1951)
- Jean-Pierre Jarier — 134 GP (1971, 1973-1983)
- Jyrki Järvilehto — 62 GP (1989-1994)
- Max Jean — 1 GP (1971)
- Stefan Johansson — 79 GP (1983-1989, 1991)
- Eddie Johnson — 9 Indy 500 (1952-1960)
- Leslie Johnson — 1 GP (1950)
- Bruce Johnstone — 1 GP (1962)
- Alan Jones — 116 GP (1975-1981, 1983, 1985-1986)

### K
- Oswald Karch — 1 GP (1953)
- Narain Karthikeyan — 46 GP (2005, 2011-2012)
- Ukyo Katayama — 95 GP (1992-1997)
- Rupert Keegan — 25 GP (1977-1978, 1980, 1982)
- Eddie Keizan — 3 GP (1973-1975)
- Al Keller (en) — 5 Indy 500 (1955-1959) †
- Joe Kelly — 2 GP (1950-1951)
- Loris Kessel — 3 GP (1976)
- Nicolas Kiesa — 5 GP (2003)
- Leo Kinnunen — 1 GP (1974)
- Danny Kladis — 1 Indy 500 (1954)
- Hans Klenk — 1 GP (1952)
- Christian Klien — 49 GP (2004-2006, 2010)
- Karl Kling — 11 GP (1954-1955)
- Ernst Klodwig — 2 GP (1952-1953)
- Kamui Kobayashi — 75 GP (2009-2012, 2014)
- Helmuth Koinigg — 2 GP (1974) †
- Heikki Kovalainen — 111 GP (2007-2013)
- Rudolf Krause — 2 GP (1952-1953)
- Robert Kubica — 101 GP (2006-2010, 2019, 2021)
- Daniil Kvyat — 110 GP (2014-2017, 2019-2020)

### L
- Jacques Laffite — 176 GP (1974-1986)
- Franck Lagorce — 2 GP (1994)
- Jan Lammers — 23 GP (1979-1982, 1992)
- Pedro Lamy — 32 GP (1993-1996)
- Chico Landi — 6 GP (1951-1953, 1956)
- Hermann Lang — 2 GP (1953-1954)
- Nicola Larini — 49 GP (1987-1992, 1994, 1997)
- Oscar Larrauri — 7 GP (1988)
- Gérard Larrousse — 1 GP (1974)
- Jud Larson (en) — 2 Indy 500 (1958-1959) †
- Nicholas Latifi — 61 GP (2020-2022)
- Niki Lauda — 171 GP (1971-1979, 1982-1985)
- Roger Laurent — 2 GP (1952)
- Giovanni Lavaggi — 7 GP (1995-1996)
- Chris Lawrence — 2 GP (1966)
- Liam Lawson — 20 GP (2023-2025)
- Charles Leclerc — 156 GP (2018-2025)
- Michel Leclère — 7 GP (1975-1976)
- Neville Lederle — 1 GP (1962)
- Geoff Lees — 5 GP (1979-1980, 1982)
- Arthur Legat — 2 GP (1952-1953)
- Lamberto Leoni — 1 GP (1978)
- Les Leston — 2 GP (1956-1957)
- Pierre Levegh — 6 GP (1950-1951) †
- Bayliss Levrett (en) — 1 Indy 500 (1950)
- Jackie Lewis — 9 GP (1961-1962)
- Stuart Lewis-Evans — 14 GP (1957-1958) †
- Guy Ligier — 12 GP (1966-1967)
- Andy Linden — 7 Indy 500 (1951-1957)
- Roberto Lippi — 1 GP (1961)
- Vitantonio Liuzzi — 80 GP (2005-2007, 2009-2011)
- Lella Lombardi — 12 GP (1975-1976)
- Ernst Loof — 1 GP (1953)
- André Lotterer — 1 GP (2014)
- Henri Louveau — 2 GP (1950-1951)
- John Love — 9 GP (1962-1963, 1965, 1967-1972)
- Pete Lovely — 7 GP (1960, 1969-1971)
- Roger Loyer — 1 GP (1954)
- Jean Lucas — 1 GP (1955)
- Brett Lunger — 34 GP (1975-1978)

### M
- Mike MacDowel — 1 GP (1957)
- Herbert MacKay-Fraser — 1 GP (1957) †
- Bill Mackey (en) — 1 Indy 500 (1951) †
- Lance Macklin — 13 GP (1952-1955)
- Damien Magee (en) — 1 GP (1975)
- Tony Maggs — 25 GP (1961-1965)
- Mike Magill (en) — 3 Indy 500 (1957-1959)
- Umberto Maglioli — 9 GP (1953-1957)
- Jan Magnussen — 25 GP (1995, 1997-1998)
- Kevin Magnussen — 185 GP (2014, 2016-2020, 2022-2025)
- Guy Mairesse — 3 GP (1950-1951) †
- Willy Mairesse — 12 GP (1960-1963)
- Pastor Maldonado — 95 GP (2011-2015)
- Nigel Mansell — 187 GP (1980-1992, 1994-1995)
- Sergio Mantovani — 7 GP (1953-1955)
- Johnny Mantz (en) — 1 Indy 500 (1953)
- Robert Manzon — 28 GP (1950-1956)
- Onofre Marimón — 11 GP (1951, 1953-1954) †
- Helmut Marko — 9 GP (1971-1972)
- Tarso Marques — 24 GP (1996-1997, 2001)
- Leslie Marr — 2 GP (1954-1955)
- Tony Marsh — 4 GP (1957-1958, 1961)
- Eugène Martin — 2 GP (1950)
- Pierluigi Martini — 118 GP (1985, 1988-1995)
- Jochen Mass — 105 GP (1973-1980, 1982)†
- Felipe Massa — 269 GP (2002, 2004-2017)
- Michael May — 2 GP (1961)
- Tim Mayer — 1 GP (1962) †
- Nikita Mazepin[note 2] — 21 GP (2021)
- François Mazet — 1 GP (1971)
- Gastón Mazzacane — 21 GP (2000-2001)
- Kenneth McAlpine — 7 GP (1952-1953, 1955)
- Ernie McCoy (en) — 2 Indy 500 (1953-1954)
- Johnny McDowell (en) — 3 Indy 500 (1950-1952) †
- Jack McGrath — 6 Indy 500 (1950-1955) †
- Bruce McLaren — 98 GP (1959-1970) †
- Allan McNish — 16 GP (2002)
- Graham McRae — 1 GP (1973)
- Jim McWithey (en) — 2 Indy 500 (1959-1960)
- Carlos Menditéguy — 10 GP (1953, 1955-1958, 1960)
- Roberto Merhi — 13 GP (2015)
- Arturo Merzario — 57 GP (1972-1979)
- Roberto Mieres — 17 GP (1953-1955)
- François Migault — 13 GP (1972, 1974-1975)
- John Miles — 12 GP (1969-1970)
- André Milhoux — 1 GP (1956)
- Chet Miller — 2 Indy 500 (1951-1952)
- Gerhard Mitter — 4 GP (1963-1965) †
- Stefano Modena — 70 GP (1987-1992)
- Franck Montagny — 7 GP (2006)
- Tiago Monteiro — 37 GP (2005-2006)
- Andrea Montermini — 20 GP (1995-1996)
- Robin Montgomerie-Charrington — 1 GP (1952)
- Juan Pablo Montoya — 94 GP (2001-2006)
- Gianni Morbidelli — 67 GP (1990-1992, 1994-1995, 1997)
- Roberto Moreno — 42 GP (1987, 1989-1992, 1995)
- Dave Morgan (en) — 1 GP (1975)
- Silvio Moser — 12 GP (1967-1971) †
- Stirling Moss — 66 GP (1951-1961)
- Gino Munaron — 4 GP (1960)
- David Murray — 4 GP (1950-1952)
- Luigi Musso — 24 GP (1953-1958) †

### N
- Kazuki Nakajima — 36 GP (2007-2009)
- Satoru Nakajima — 74 GP (1987-1991)
- Shinji Nakano — 33 GP (1997-1998)
- Duke Nalon — 3 Indy 500 (1951-1953)
- Alessandro Nannini — 76 GP (1986-1990)
- Emanuele Naspetti — 6 GP (1992-1993)
- Felipe Nasr — 39 GP (2015-2016)
- Massimo Natili — 1 GP (1961)
- Brian Naylor — 5 GP (1957-1961)
- Mike Nazaruk — 3 Indy 500 (1951, 1953-1954) †
- Tiff Needell — 1 GP (1980)
- Patrick Nève — 10 GP (1976-1977)
- John Nicholson — 1 GP (1975)
- Cal Niday (en) — 3 Indy 500 (1953-1955) †
- Helmut Niedermayr — 1 GP (1952)
- Brausch Niemann — 1 GP (1963)
- Gunnar Nilsson — 31 GP (1976-1977)
- Hideki Noda — 3 GP (1994)
- Lando Norris — 137 GP (2019-2025)
- Rodney Nuckey — 1 GP (1953)

### O
- Robert O'Brien — 1 GP (1952)
- Pat O'Connor — 5 Indy 500 (1954-1958) †
- Esteban Ocon — 165 GP (2016-2018, 2020-2025)
- Jackie Oliver — 49 GP (1968-1973, 1977)
- Danny Ongais — 4 GP (1977-1978)
- Arthur Owen — 1 GP (1960)

### P
- José Carlos Pace — 72 GP (1972-1977)
- Nello Pagani — 1 GP (1950)
- Riccardo Paletti — 2 GP (1982) †
- Torsten Palm (en) — 1 GP (1975)
- Jolyon Palmer — 35 GP (2016-2017)
- Jonathan Palmer — 83 GP (1983-1989)
- Olivier Panis — 158 GP (1994-1999, 2001-2004)
- Giorgio Pantano — 14 GP (2004)
- Massimiliano Papis — 7 GP (1995)
- Mike Parkes — 6 GP (1966-1967)
- Reg Parnell — 6 GP (1950-1952, 1954)
- Tim Parnell — 2 GP (1961)
- Johnnie Parsons — 9 Indy 500 (1950-1958)
- Riccardo Patrese — 256 GP (1977-1993)
- Al Pease — 2 GP (1967, 1969)
- Roger Penske — 2 GP (1961-1962)
- Cesare Perdisa — 7 GP (1955-1957)
- Sergio Pérez — 281 GP (2011-2024)
- Luis Pérez-Sala — 26 GP (1988-1989)
- Larry Perkins — 11 GP (1976-1977)
- Henri Pescarolo — 56 GP (1968, 1970-1974, 1976)
- Alessandro Pesenti-Rossi (en) — 3 GP (1976)
- Josef Peters — 1 GP (1952)
- Ronnie Peterson — 123 GP (1970-1978) †
- Vitaly Petrov — 57 GP (2010-2012)
- Oscar Piastri — 55 GP (2023-2025)
- Charles Pic — 39 GP (2012-2013)
- Ernie Pieterse — 2 GP (1962-1963)
- Paul Pietsch — 3 GP (1950-1952)
- André Pilette — 9 GP (1951, 1953-1954, 1956, 1964)
- Teddy Pilette — 1 GP (1974)
- Luigi Piotti — 5 GP (1956-1957)
- David Piper — 2 GP (1959-1960)
- Nelson Piquet — 204 GP (1978-1991)
- Nelson Angelo Piquet — 28 GP (2008-2009)
- Renato Pirocchi — 1 GP (1961)
- Didier Pironi — 70 GP (1978-1982)
- Emanuele Pirro — 37 GP (1989-1991)
- Antônio Pizzonia — 20 GP (2003-2005)
- Jacques Pollet — 5 GP (1954-1955)
- Ben Pon — 1 GP (1962)
- Dennis Poore — 2 GP (1952)
- Sam Posey — 2 GP (1971-1972)
- Charles Pozzi — 1 GP (1950)
- Jackie Pretorius — 3 GP (1968, 1971, 1973)
- David Prophet — 2 GP (1963, 1965)
- Alain Prost — 199 GP (1980-1991, 1993)
- Tom Pryce — 42 GP (1974-1977) †
- David Purley — 7 GP (1973, 1977)

### Q
- Dieter Quester — 1 GP (1974)

### R
- Ian Raby — 3 GP (1963-1965) †
- Bobby Rahal — 2 GP (1978)
- Kimi Räikkönen — 350 GP (2001-2009, 2012-2021)
- Pierre-Henri Raphanel — 1 GP (1989)
- Dick Rathmann — 5 Indy 500 (1950, 1956, 1958-1960)
- Jim Rathmann — 10 Indy 500 (1950, 1952-1960)
- Roland Ratzenberger — 1 GP (1994) †
- Héctor Rebaque — 41 GP (1977-1981)
- Brian Redman — 12 GP (1968, 1971-1974)
- Jimmy Reece (en) — 6 Indy 500 (1952, 1954-1958) †
- Alan Rees — 1 GP (1967)
- Clay Regazzoni — 132 GP (1970-1980)
- Carlos Reutemann — 146 GP (1972-1982)
- Lance Reventlow — 1 GP (1960)
- Peter Revson — 30 GP (1964, 1971-1974) †
- John Rhodes — 1 GP (1965)
- Alex Ribeiro — 10 GP (1976-1977)
- Daniel Ricciardo — 257 GP (2011-2024)
- Fritz Riess — 1 GP (1952)
- Jim Rigsby (en) — 1 Indy 500 (1952) †
- Jochen Rindt — 60 GP (1964-1970) †
- John Riseley-Prichard — 1 GP (1954)
- Richard Robarts — 3 GP (1974)
- Alberto Rodriguez Larreta — 1 GP (1960)
- Pedro Rodríguez de la Vega — 54 GP (1963-1971) †
- Ricardo Rodríguez de la Vega — 5 GP (1961-1962) †
- Franco Rol — 5 GP (1950-1952)
- Tony Rolt — 3 GP (1950, 1953, 1955)
- Bertil Roos (en) — 1 GP (1974)
- Keke Rosberg — 114 GP (1978-1986)
- Nico Rosberg — 206 GP (2006-2016)
- Mauri Rose — 2 Indy 500 (1950-1951)
- Louis Rosier — 38 GP (1950-1956) †
- Ricardo Rosset — 27 GP (1996, 1998)
- Alexander Rossi — 5 GP (2015)
- Huub Rothengatter — 25 GP (1984-1986)
- Lloyd Ruby — 1 GP + 1 Indy 500 (1960-1961)
- George Russell — 137 GP (2019-2025)
- Eddie Russo (en) — 5 Indy 500 (1955-1957, 1960)
- Paul Russo — 8 Indy 500 (1950, 1953-1954, 1956-1959)
- Troy Ruttman — 1 GP + 7 Indy 500 (1950-1952, 1954, 1956-1958, 1960)
- Peter Ryan — 1 GP (1961) †

### S
- Eddie Sachs — 4 Indy 500 (1957-1960) †
- Bob Said — 1 GP (1959)
- Carlos Sainz Jr. — 215 GP (2015-2025)
- Eliseo Salazar — 24 GP (1981-1983)
- Mika Salo — 110 GP (1994-2000, 2002)
- Roy Salvadori — 47 GP (1952-1962)
- Consalvo Sanesi — 5 GP (1950-1951)
- Logan Sargeant — 36 GP (2023-2024)
- Stéphane Sarrazin — 1 GP (1999)
- Takuma Satō — 90 GP (2002-2008)
- Carl Scarborough — 2 Indy 500 (1951, 1953) †
- Ludovico Scarfiotti — 10 GP (1963-1964, 1966-1968) †
- Giorgio Scarlatti — 12 GP (1956-1961)
- Ian Scheckter — 18 GP (1974-1977)
- Jody Scheckter — 112 GP (1972-1980)
- Harry Schell — 56 GP (1950-1960) †
- Tim Schenken — 34 GP (1970-1974)
- Albert Scherrer — 1 GP (1953)
- Domenico Schiattarella — 7 GP (1994-1995)
- Heinz Schiller — 1 GP (1962)
- Bill Schindler (en) — 3 Indy 500 (1950-1952) †
- Jean-Louis Schlesser — 1 GP (1988)
- Jo Schlesser — 1 GP (1968) †
- Bernd Schneider — 9 GP (1988-1990)
- Rudolf Schoeller — 1 GP (1952)
- Rob Schroeder — 1 GP (1962)
- Michael Schumacher — 307 GP (1991-2006, 2010-2012)
- Mick Schumacher — 43 GP (2021-2022)
- Ralf Schumacher — 180 GP (1997-2007)
- Vern Schuppan — 9 GP (1974-1975, 1977)
- Adolfo Schwelm Cruz — 1 GP (1953)
- Bob Scott (en) — 3 Indy 500 (1952-1954) †
- Archie Scott Brown — 1 GP (1956) †
- Piero Scotti — 1 GP (1956)
- Wolfgang Seidel — 9 GP (1953, 1958, 1960-1962)
- Ayrton Senna — 161 GP (1984-1994) †
- Bruno Senna — 46 GP (2010-2012)
- Dorino Serafini — 1 GP (1950)
- Chico Serra — 18 GP (1981-1983)
- Doug Serrurier — 2 GP (1962-1963)
- Johnny Servoz-Gavin — 11 GP (1967-1970)
- Tony Settember — 6 GP (1962-1963)
- Hap Sharp — 6 GP (1961-1964)
- Brian Shawe-Taylor — 2 GP (1950-1951)
- Carroll Shelby — 8 GP (1958-1959)
- Tony Shelly — 1 GP (1962)
- Joseph Siffert — 96 GP (1962-1971) †
- André Simon — 11 GP (1951-1952, 1955-1957)
- Sergey Sirotkin — 21 GP (2018)
- Moisés Solana — 8 GP (1963-1968) †
- Alex Soler-Roig — 6 GP (1971-1972)
- Raymond Sommer — 5 GP (1950) †
- Mike Sparken — 1 GP (1955)
- Scott Speed — 28 GP (2006-2007)
- Mike Spence — 36 GP (1963-1968) †
- Alan Stacey — 7 GP (1958-1960) †
- Gaetano Starrabba — 1 GP (1961)
- Will Stevens — 18 GP (2014-2015)
- Chuck Stevenson — 5 Indy 500 (1951-1954, 1960)
- Ian Stewart — 1 GP (1953)
- Jackie Stewart — 99 GP (1965-1973)
- Jimmy Stewart — 1 GP (1953)
- Siegfried Stohr — 9 GP (1981)
- Rolf Stommelen — 53 GP (1970-1976, 1978) †
- Philippe Streiff — 53 GP (1984-1988)
- Lance Stroll — 174 GP (2017-2025)
- Hans Stuck — 3 GP (1952-1953)
- Hans-Joachim Stuck — 74 GP (1974-1979)
- Danny Sullivan — 15 GP (1983)
- Marc Surer — 81 GP (1979-1986)
- John Surtees — 111 GP (1960-1972)
- Adrian Sutil — 128 GP (2007-2011, 2013-2014)
- Len Sutton (en) — 3 Indy 500 (1958-1960)
- Aguri Suzuki — 64 GP (1988, 1990-1995)
- Toshio Suzuki — 2 GP (1993)
- Jacques Swaters — 7 GP (1951, 1953-1954)
- Bob Sweikert — 5 Indy 500 (1952-1956) †

### T
- Toranosuke Takagi — 32 GP (1998-1999)
- Noritake Takahara — 2 GP (1976-1977)
- Kunimitsu Takahashi — 1 GP (1977)
- Patrick Tambay — 114 GP (1977-1979, 1981-1986)
- Gabriele Tarquini — 38 GP (1987-1992, 1995)
- Piero Taruffi — 18 GP (1950-1952, 1954-1956)
- Henry Taylor — 8 GP (1959-1961)
- John Taylor — 5 GP (1964, 1966) †
- Mike Taylor — 1 GP (1959)
- Trevor Taylor — 27 GP (1961-1964, 1966)
- Marshall Teague — 3 Indy 500 (1953-1954, 1957) †
- Shorty Templeman (en) — 3 Indy 500 (1955, 1958, 1960) †
- Mike Thackwell — 2 GP (1980, 1984)
- Alfonso Thiele — 1 GP (1960)
- Eric Thompson — 1 GP (1952)
- Johnny Thomson — 8 Indy 500 (1953-1960) †
- Leslie Thorne — 1 GP (1954)
- Bud Tingelstad (en) — 1 Indy 500 (1960)
- Sam Tingle — 5 GP (1963, 1965, 1967-1969)
- Desmond Titterington — 1 GP (1956)
- Johnnie Tolan — 3 Indy 500 (1956-1958)
- Maurice Trintignant — 81 GP (1950-1964)
- Jarno Trulli — 252 GP (1997-2011)
- Yuki Tsunoda — 96 GP (2021-2025)
- Esteban Tuero — 16 GP (1998)
- Guy Tunmer — 1 GP (1975)
- Jack Turner (en) — 4 Indy 500 (1956-1959)

### U
- Toni Ulmen — 2 GP (1952)
- Bobby Unser — 1 GP (1968)
- Jerry Unser — 1 Indy 500 (1958) †
- Alberto Uria — 2 GP (1955-1956)

### V
- Nino Vaccarella — 4 GP (1961-1962, 1965)
- Stoffel Vandoorne — 41 GP (2016-2018)
- Eric van de Poele — 5 GP (1991-1992)
- Giedo van der Garde — 19 GP (2013)
- Dries Van der Lof — 1 GP (1952)
- Gijs van Lennep — 8 GP (1971, 1973-1975)
- Basil van Rooyen — 2 GP (1968-1969)
- Bob Veith (en) — 5 Indy 500 (1956-1960)
- Jean-Éric Vergne — 58 GP (2012-2014)
- Jos Verstappen — 107 GP (1994-1998, 2000-2001, 2003)
- Max Verstappen — 218 GP (2015-2025)
- Sebastian Vettel — 299 GP (2007-2022)
- Gilles Villeneuve — 67 GP (1977-1982) †
- Jacques Villeneuve — 163 GP (1996-2006)
- Luigi Villoresi — 31 GP (1950-1956)
- Ottorino Volonterio — 3 GP (1954, 1956-1957)
- Rikky von Opel — 10 GP (1973-1974)
- Wolfgang von Trips — 27 GP (1957-1961) †
- Jo Vonlanthen — 1 GP (1975)
- Bill Vukovich — 5 Indy 500 (1951-1955) †

### W
- Fred Wacker — 3 GP (1953-1954)
- David Walker — 11 GP (1971-1972)
- Peter Walker — 4 GP (1950-1951, 1955)
- Lee Wallard — 2 Indy 500 (1950-1951)
- Heini Walter — 1 GP (1962)
- Rodger Ward — 2 GP + 10 Indy 500 (1951-1960, 1963)
- Derek Warwick — 146 GP (1981-1990, 1993)
- John Watson — 152 GP (1973-1983, 1985)
- Travis Webb (en) — 4 Indy 500 (1950, 1952-1954)
- Mark Webber — 215 GP (2002-2013)
- Pascal Wehrlein — 39 GP (2016-2017)
- Wayne Weiler (en) — 1 Indy 500 (1960)
- Karl Wendlinger — 41 GP (1991-1995)
- Chuck Weyant (en) — 4 Indy 500 (1955, 1957-1959)
- Ken Wharton — 15 GP (1952-1955) †
- Graham Whitehead — 1 GP (1952)
- Peter Whitehead — 10 GP (1950-1954) †
- Bill Whitehouse — 1 GP (1954) †
- Robin Widdows — 1 GP (1968)
- Eppie Wietzes — 2 GP (1967, 1974)
- Mike Wilds — 3 GP (1974-1975)
- Jonathan Williams — 1 GP (1967)
- Roger Williamson — 2 GP (1973) †
- Dempsey Wilson (en) — 2 Indy 500 (1958, 1960)
- Justin Wilson — 16 GP (2003) †
- Vic Wilson — 1 GP (1960)
- Manfred Winkelhock — 47 GP (1982-1985) †
- Markus Winkelhock — 1 GP (2007)
- Reine Wisell — 22 GP (1970-1974)
- Roelof Wunderink (en) — 3 GP (1975)
- Alexander Wurz — 69 GP (1997-2000, 2005, 2007)

### Y
- Sakon Yamamoto — 21 GP (2006-2007, 2010)
- Alex Yoong — 14 GP (2001-2002)

### Z
- Alessandro Zanardi — 41 GP (1991-1994, 1999)
- Zhou Guanyu — 68 GP (2022-2024)
- Ricardo Zonta — 36 GP (1999-2001, 2004)
- Renzo Zorzi — 7 GP (1975-1977)
- Ricardo Zunino — 10 GP (1979-1981)